# Arnstedt

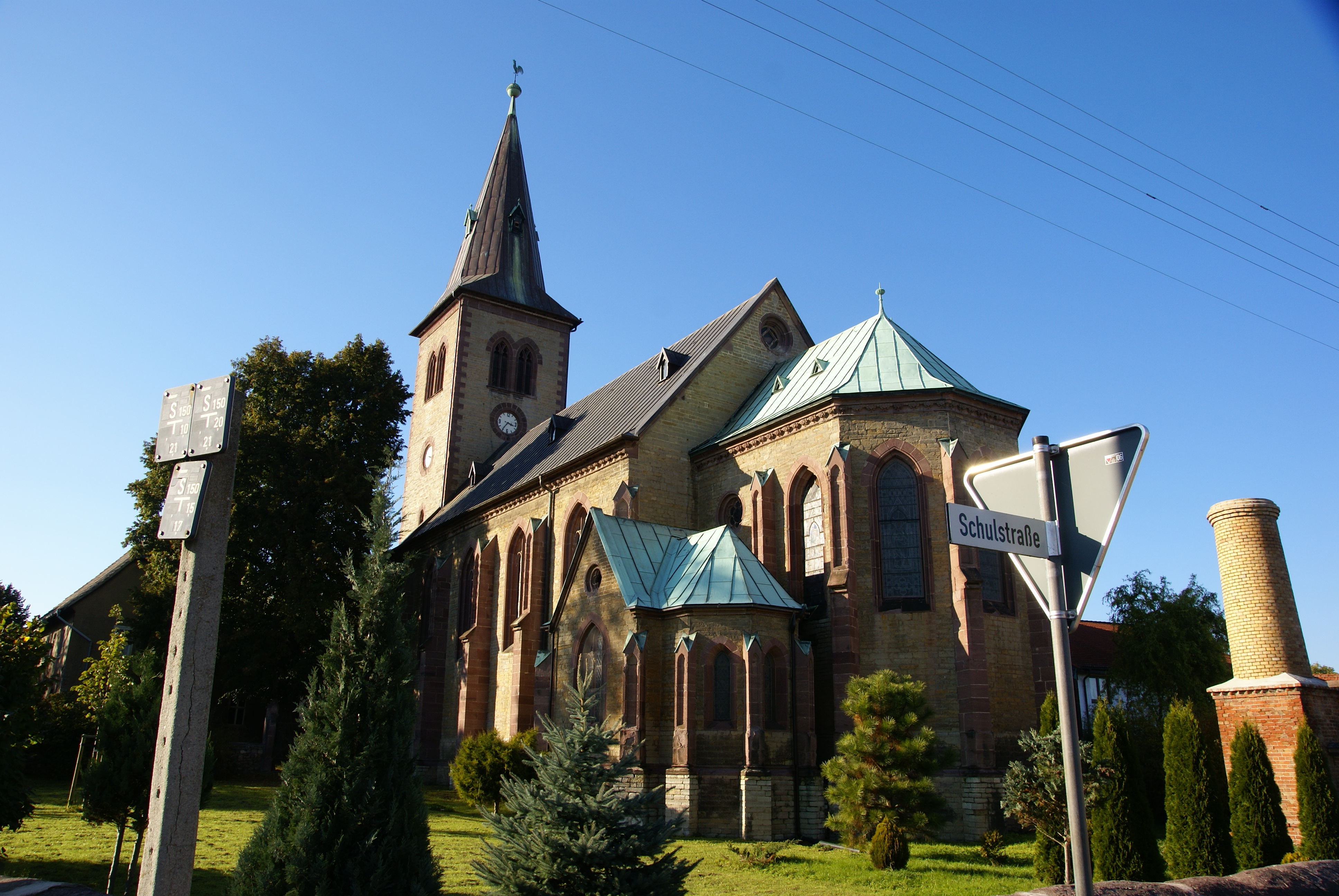
Dorfkirche St. Mauritius

Arnstedt ist ein Ortsteil der Stadt Arnstein im Landkreis Mansfeld-Südharz in Sachsen-Anhalt (Deutschland). Der am 1. September 2010 eingemeindete Ort liegt rund 9 km südlich von Aschersleben. Letzter Bürgermeister der bis zur Eingemeindung von Arnstein mitverwalteten Gemeinde war Siegfried Schneider.

## Politik

### Wappen
Blasonierung: „Gespalten von Grün und Silber eine bewurzelte Tanne in verwechselten Tinkturen.“
Im Jahr 1996 beauftragte Bürgermeister Siegfried Mehwald den Kommunalheraldiker Jörg Mantzsch mit der Erarbeitung eines Hoheitszeichen der Gemeinde. Vorgabe war die Anlehnung an den Nadelwald, der den Ort umgibt.

## Sport
Arnstedt ist vor allem durch seine Fußballmannschaft bekannt. Die erste Mannschaft des SV Edelweiß Arnstedt e. V. stieg 2010 in die Verbandsliga Sachsen-Anhalt auf und spielt seitdem bis heute dort. Die Mannschaft trägt ihre Heimspiele seit dem Jahr 2015 in der neu eröffneten „Edelweiß-Arena“ aus.
In Arnstedt existiert zudem der „Sportplatz Am Anger“. Dieser diente dem SV Edelweiß Arnstedt e. V. bis zum Jahr 2015 als Heimspielstätte. Seit dem Umzug der ersten Männermannschaft in die „Edelweiß-Arena“, wird der Sportplatz noch für Spiele der Nachwuchsmannschaften des Vereins genutzt.
Neben dem Fußballverein ist im Ort der Schützenverein SV Arnstedt 1907 zu Hause. Im März 2019 wurde ein Dartverein gegründet.

## Geschichtsdenkmal
- Denkmal für sieben KZ-Häftlinge des Außenlagers des KZ Langenstein-Zwieberge bei Halberstadt, die beim Todesmarsch von 3.000 Häftlingen durch SS-Männer ermordet wurden und auf dem Ortsfriedhof begraben sind.
- Denkmal für die gefallenen Soldaten des Ersten und Zweiten Weltkrieges